# Фойтсберг
Фойтсберг (нім. Voitsberg) — місто і муніципалітет в Австрії, у федеральній землі Штирія.
Центр округу Фойтсберг. Населення становить 9403 особи (на 1 січня 2018 року). Займає площу 28,54 км².
Місто виросло навколо церкви Св. Маргарити на річці Трегістбах і вперше згадується в 1220 році. Можна побачити залишки палацу Грайзенегг і замку Обервойтсберг. Інші цікаві об’єкти – ратуша Фойтсберг, спроектована архітектором Аріком Брауером.